# 第二个太阳
《第二个太阳》是刘白羽所著长篇小说，人民文学出版社1988年2月出版。1991年获第三届茅盾文学奖。